# Oświadczenie woli
Oświadczenie woli – pojęcie z zakresu prawa cywilnego oznaczające przejaw woli ludzkiej zmierzający do wywołania skutku prawnego w postaci powstania, zmiany, ustania stosunku prawnego. Oświadczeniem woli jest każde zachowanie człowieka wyrażające jego wolę w sposób dostateczny. Może być złożone nie tylko na piśmie, ale także ustnie, jak również wyrażone przez gest. Definicja oświadczenia woli w prawie polskim została zawarta w art. 60 Kodeksu cywilnego. 
Przejaw woli zostanie uznany za oświadczenie woli w sensie prawnym, jeśli zostaną spełnione następujące warunki:
- oświadczenie zostanie złożone w sposób swobodny, przymus fizyczny wyłącza oświadczenie woli, zaś przymus psychiczny stanowi wadę oświadczenia woli;
- oświadczenie będzie zrozumiałe, co oznacza, że przynajmniej w drodze interpretacji można ustalić, jakiego rodzaju skutek prawny chciał wywołać składający oświadczenie. Tu można wyróżnić:

1. oświadczenia woli wyraźne, czyli złożone za pomocą mowy, pisma, powszechnie uznanych za zrozumiałe.
2. oświadczenia woli dorozumiane, czyli złożone w inny sposób niż powyżej, poprzez inne zachowanie, są one oświadczeniem woli, jeżeli w danym kontekście sytuacyjnym to zachowanie pozwala odczytać wolę podmiotu (per facta concludentia).

- oświadczenie zostanie złożone na serio, co oznacza, że oświadczeniu woli musi towarzyszyć rzeczywista wola wywołania skutku prawnego. Oświadczeniem woli nie na serio, jest takie oświadczenie, które ze względu na okoliczności w jakich zostało złożone, nie może zostać odczytane jako zmierzające do wywołania skutku prawnego. Oświadczenia woli pozorne, a więc zmierzające do wywołania innego skutku prawnego, niż wynika z okoliczności, są oświadczeniem woli, choć dotkniętym wadą.

W ostatnich latach w polskiej teorii prawa prowadzone były badania nad antropologicznymi założeniami teorii oświadczeń woli. Ich rezultatem była próba reinterpretacji istniejących teorii z punktu widzenia neuronauki poznawczej i psychologii.